# Powiat horodeński (Galicja)
Powiat horodeński – dawny powiat kraju koronnego Królestwo Galicji i Lodomerii, istniejący w latach 1867–1918.
Siedzibą c.k. starostwa była Horodenka. Powierzchnia powiatu w 1879 roku wynosiła 8,35 mil kw. (480,46 km²), a ludność 71 565 osób. Powiat liczył 55 osad, zorganizowanych w 50 gmin katastralnych.
Na terenie powiatu działały 2 sądy powiatowe – w Horodence i Obertynie.

## Starostowie powiatu
- Julian Zulauf (1879–1882)
- Norbert Lorsch (1889[1], 1890)
- Kornel Strasser (do 1903)[2][3]
- Tadeusz Piątkiewicz[4]

## Komisarze rządowi
- Józef Sokołowski (1871)
- Kalikst Heydel (1871)
- Seweryn Chrząszczewski (1879–1882)